# Munawwar Hasan
Munawwar Hasan (Uttar Pradesh, 15 de maio de 1964 - Palwal, 10 de dezembro de 2008) foi um político indiano.

## Vida pessoal
Munawwar nasceu em uma família Chauhan Gujjar e se casou com Begum Tabassum Hasan e teve um filho (Nahid Hasan) e uma filha.

## Vida política
Munawwar foi eleito para o Lok Sabha em 1996 do Partido Samajwadi. Ele foi novamente eleito por uma chapa do Partido Samajwadi de Muzaffarnagar em Uttar Pradesh em 2004, mas se rebelou no momento do voto de confiança de 22 de julho. Ele foi expulso pelo Partido Samajwadi, que também entrou com uma petição buscando sua desqualificação da Câmara. Mais tarde, ele se juntou ao Partido Bahujan Samaj.

## Morte
Ele morreu em um acidente de viação perto de Palwal, no estado de Haryana.

## Cargos ocupados
| Ano  | Descrição |
| ---- | --- |
| 1991 | Membro da Assembleia Legislativa de Uttar Pradesh |
| 1993 | Membro da Assembleia Legislativa de Uttar Pradesh (2º mandato)                                                                                                  |
| 1996 | Eleito para o 11º Lok Sabha - Membro, Comitê de Ferrovias - Membro, Comitê da Câmara - Membro, Comissão de Transporte e Turismo - Membro, Comitê de Agricultura |
| 1998 | Membro, Rajya Sabha - Membro, Comitê Consultivo, Ministério do Turismo                                                                                          |
| 2003 | Membro do Conselho Legislativo de Uttar Pradesh |
| 2004 | Reeleito para 14º Lok Sabha (2º mandato) - Membro, Comissão de Trabalho - Membro, Comitê de MPLADS (Members of Parliament Local Area Development Scheme)        |

## Referência
1. ↑  May 6, Mohd Dilshad / TNN / Updated:; 2018; Ist, 12:52. «Tabassum Hasan: UP bypolls: RLD fields ex-BSP MP Tabassum Hasan from Kairana | Meerut News - Times of India». The Times of India (em inglês). Consultado em 11 de dezembro de 2020
2. ↑  «Agony and ecstasy for Amar, all in one day». Hindustan Times (em inglês). 23 de julho de 2008. Consultado em 11 de dezembro de 2020
3. ↑  DelhiDecember 10, IANS New; December 10, 2008UPDATED:; Ist, 2008 10:54. «MP Munawwar Hasan killed in road accident». India Today (em inglês). Consultado em 11 de dezembro de 2020
4. ↑  «MP Munawwar Hasan killed in road mishap». Rediff (em inglês). Consultado em 11 de dezembro de 2020